# Polisportiva S.S. Lazio Rugby 1927
La Polisportiva S.S. Lazio Rugby 1927 AD, meglio nota come S.S. Lazio Rugby o anche come Lazio Rugby 1927 o più semplicemente come Lazio, è un club italiano di rugby a 15 con sede a Roma e sezione rugbistica della Polisportiva S.S. Lazio.
Fondata nel 1927 in seno alla polisportiva, è una delle formazioni di rugby più antiche e storiche del panorama rugbistico nazionale; essa vanta oltre venti partecipazioni nella massima divisione del campionato italiano di rugby a 15, della cui prima edizione fu finalista.

## Storia

### Le origini

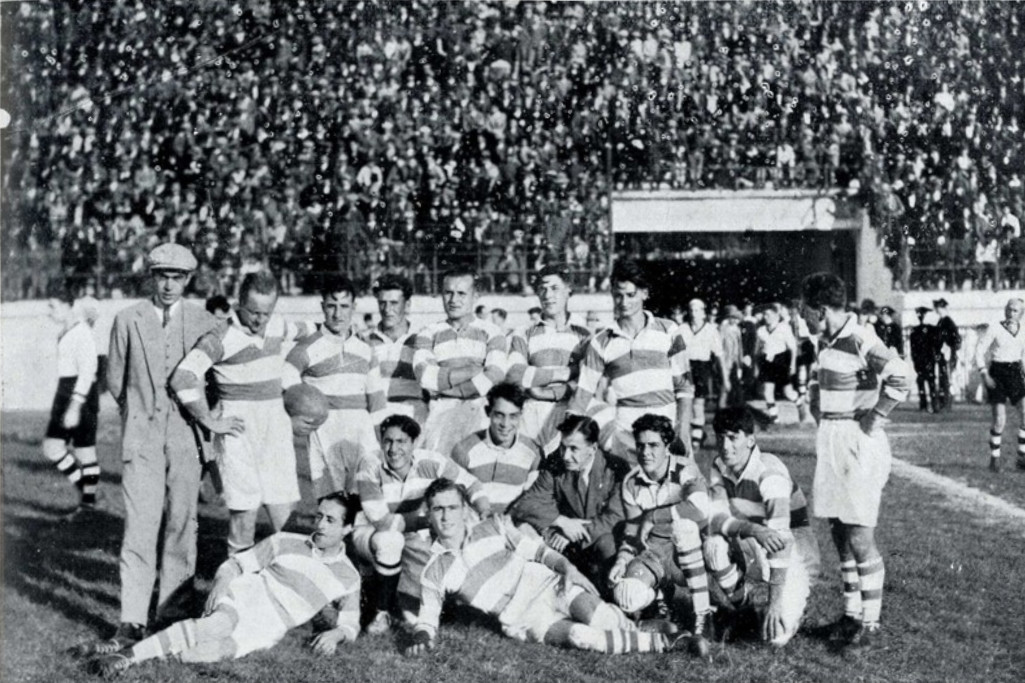
La formazione della S.S. Lazio Rugby allo stadio del PNF prima dell'incontro vinto per 15-0 con la Bologna Sportiva

Sulla scia del crescente successo del rugby in Italia negli anni venti, i quattro fratelli Vinci (in ordine di nascita: Eugenio, Paolo, Francesco e Piero), il romeno Andrei Bals, a Roma per motivi di studio, e il milanese Alessandro Squadrilli fondarono nel 1927 la sezione rugbistica della Polisportiva S.S. Lazio.
In quegli anni il fascismo intuì il valore di propaganda della disciplina e ne cavalcò il crescente interesse; le Aquile debuttarono il 13 maggio 1928 allo stadio del P.N.F. davanti a circa 20000 spettatori non paganti contro il XV Leonessa di Brescia, formazione della Milizia promossa dal segretario del PNF Augusto Turati, andò in scena il primo incontro di rugby nella Capitale, vinto dai biancocelesti 17-0.
Un mese più tardi, nello stesso stadio, affrontò una formazione parigina. Il 14 ottobre e, a seguire, ospitò il Bologna, imponendosi per 15 a 0; il match fu arbitrato da Stefano Bellandi, giocatore dell'Ambrosiana.
A dicembre fu invece il turno di un incontro di propaganda contro una rappresentativa torinese, che terminò 9-0 in favore dei laziali.

### L'esordio nel campionato nazionale

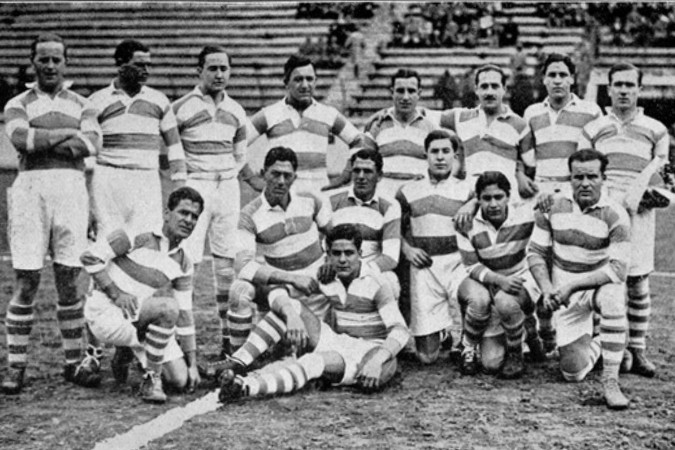
La formazione della S.S. Lazio che prese parte alla prima edizione del campionato italiano di rugby

Negli ultimi mesi del 1928, la neonata Federazione Italiana Rugby decise di aprire le iscrizioni per il primo campionato nazionale di rugby; la S.S. Lazio, affiliatasi alla Federazione nazionale, fu inserita nel girone A insieme a Bologna e  Leoni S. Marco di Padova, presentandosi come una delle squadre favorite al titolo. La sezione rugby laziale, presieduta dall'ingegnere e segretario FIR Arnaldo Cortesi, corrispondente da Roma del quotidiano statunitense The New York Times e Premio Pulitzer per la corrispondenza nel 1946, presentò una formazione solida allenata dal tecnico britannico Thomas e capitanata da Eugenio Vinci.

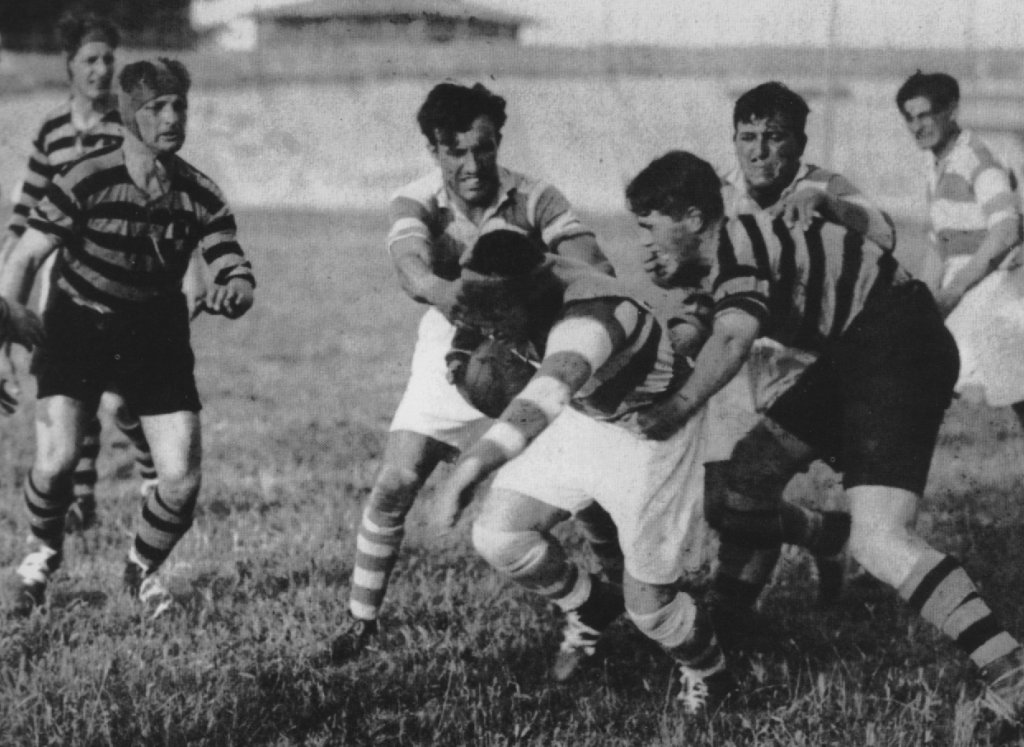
Un'immagine dell'incontro di spareggio per l'assegnazione del primo scudetto tra e S.S. Lazio

Nel febbraio 1929 prese il via la Divisione Nazionale 1928-29 con sei squadre partecipanti suddivise in due gironi all'italiana.
I biancocelesti si aggiudicarono tutti e quattro gli incontri della fase a gironi sconfiggendo i Leoni di San Marco sia all'andata sia al ritorno ed il Bologna all'andata (gara di ritorno omologata 6-0 in favore della Lazio causa dichiarata rinuncia), approdando così alle finali scudetto contro l'Ambrosiana. Nella finale d'andata, giocata il 7 aprile allo stadio del PNF di Roma, la Lazio vinse per 5 a 0 grazie ad una meta di Piero Vinci trasformata da Giuseppe Bigi. La domenica successiva si disputò il ritorno al Velodromo Sempione di Milano, dove le Aquile chiusero il primo tempo in vantaggio grazie ad una marcatura di Vinci IV; tuttavia, nel secondo tempo, due mete di Toby Baumann ed Erminio Vismara trasformate da Maffioli diedero la vittoria all'Ambrosiana per 10-3. Per decretare i campioni d’Italia venne indetto uno spareggio in campo neutro: la finalissima si disputò il 16 giugno al Velodromo di Bologna; l'Ambrosiana si aggiudicò incontro e scudetto con il minimo scarto (3 a 0), grazie ad una meta contestata di Clemente Caccianiga al 30’ del secondo tempo.
Il secondo posto conquistato e l'onore di "prestare" 7 giocatori alla prima nazionale del rugby italiano, che esordì il 20 maggio a Barcellona contro la Spagna perdendo 0-9, furono segnali positivi per il futuro; tuttavia, il CONI decise di sciogliere la FIR ed incorporare la disciplina del rugby nella FIGC. Fu così che la S.S. Lazio Rugby venne sciolta.
Un primo tentativo di rifondazione avvenne già nel 1931 con la presidenza dell'on. Riccardo Barisonzo, con la squadra che venne ammessa d'autorità al campionato di Divisione Nazionale. Tuttavia, la Lazio si presentò con una rosa di giovani giocatori inesperti (fra i tanti: un acerbo Tommaso Fattori e Manlio Gelsomini), capitanati dall'unico superstite della formazione che raggiunse la finale nazionale, Tommaso Altissimi, che ricoprì anche il ruolo di allenatore. Durante la fase a gironi del campionato, i biancocelesti persero tre incontri su quattro cedendo a Rugby Roma (0-28 e 0-40), squadra costituita per la maggior parte da ex giocatori della Lazio del 1929, e a GUF Napoli nella gara di ritorno; l'unico punto in classifica fu frutto del pareggio contro i napoletani durante l'incontro d'andata, disputato allo stadio della Rondinella e terminato 0-0.
Il tentativo di Barisonzo non ebbe séguito e la sezione rugbistica della Lazio rimase inattiva per un ventennio.

### La ricostituzione del club
- 1984-85 · Pier Luigi Bernabò e Ivo Mazzucchelli
- 1985-89 · Franco Cioni
- 1989-91 ·
- 1991-92 · Manuel Ferrari
- 19xx-98 · Guy Pardiès
- 19xx-99 · Ambrogio Bona
- 1999-2003 · Stefano Barba
- 2003-04 · Andrea Lo Cicero
- 2006-07 · Mario Ricciardi
- 2007-09 · Eugenio Eugenio
- 2009-13 · Víctor Jiménez
- 2013-15 · Alfredo De Angelis
- 2015-16 · Carlo Pratichetti
- 2016-20 · Daniele Montella
- 2020-21 · Carlo Pratichetti
- 2021-  · Alfredo De Angelis

La società si riformò a fine 1951: il 3 novembre di quell'anno apparve sulle pagine del Corriere dello Sport un annuncio in cui la neocostituita U.S. Rugby Lazio, agli ordini di Vinci III, invitava tutti i giocatori non tesserati della città a un allenamento presso i campi dell'Acqua Acetosa al fine di costituire una squadra da iscrivere al campionato; la squadra scese in campo per la prima volta un mese più tardi durante un'esibizione di beneficenza, in un'amichevole contro il Livorno vinta 13-3.
La nuova società così riformata si iscrisse al campionato di serie C e guadagnò la serie B al primo anno di nuova attività battendo 6-0 la Veneziana nelle finali promozione, grazie a due mete di Mario Ricciardi, che successivamente ricoprì tutti i ruoli all'interno del club: giocatore, medico, dirigente, allenatore, fino a divenirne il presidente. L'anno successivo Mario Barbieri subentrò a Vinci a capo della Lazio e nel 1956 la serie A venne riconquistata nonostante l'eliminazione ai quarti di finale di promozione. I biancocelesti disputarono cinque stagioni consecutive in massima serie dal 1956-57 al 1960-61, raggiungendo le fasi finali soltanto durante la prima stagione di militanza e terminando in 4ª posizione il girone A di semifinale. La S.S. Lazio prese parte ad altre tre stagioni di prima divisione nel 1962-63, nel 1966-67 e nel 1969-70, tutte culminate con l'immediata relegazione in serie B.
Il giocatori di maggiore rilievo degli anni cinquanta e sessanta furono gli Azzurri Guglielmo Colussi, Piero Gabrielli, Aldo Mioni e Ivo Mazzucchelli, poi allenatore della prima squadra e presidente del settore giovanile laziale, e il sacerdote australiano John Cootes, a Roma per motivi di studio, futuro campione del mondo di rugby a 13 nel 1970.
Negli anni settanta la S.S. Lazio tornò a disputare due stagioni consecutive in serie A nel 1977-78, sponsorizzata Intercontinentale, e nel 1978-79, patrocinata Savoia. Alcuni giovani allievi di Aristide De Fazi: Ancillotti, Bernabò, Cinti, Luchini e Paganelli, vennero selezionati nell'Italia A, la seconda squadra nazionale, e successivamente in nazionale maggiore; Fabio Gianni fu il capitano di un'Italia Under-15 che ebbe in formazione ben nove giocatori della Lazio di Alberto Raimondi. Nel 1977-78 Dick Greenwood, ex internazionale e futuro allenatore della nazionale inglese, fu alla guida di una squadra che gareggiò alla pari delle migliori formazioni del rugby italiano: Treviso, Petrarca, Rovigo, L’Aquila e Rugby Roma; quest'ultima, con otto Azzurri e due All Blacks in rosa, perse entrambi i derby contro le Aquile: la "partita del fango" sui campi dell'Acqua Acetosa, terminata col punteggio di 12-4, e il ritorno allo stadio Flaminio (12-10). I biancocelesti conclusero il campionato al 6º posto in classifica. Il biennio successivo, nonostante la presenza del Wallaby Gary Pearse, la squadra retrocedette in serie B; fu la fine di un ciclo che culminò con la relegazione in serie C1 nel 1982.
Nel 1981 iniziò la presidenza di Mario Ricciardi che trovò un accordo di sponsorizzazione triennale con la birra Peroni. Grazie alla struttura portante della prima squadra, costituita da diversi giocatori della formazione giovanile vicecampione d'Italia e da veterani laziali, tra cui l'internazionale Franco Paganelli, Ricciardi riuscì a riportare la Lazio in massima serie in soli due anni nel 1984; la guida tecnica venne affidata ad Ivo Mazzucchelli e Pier Luigi Bernabò. La S.S. Lazio fu nuovamente in serie A, ma le vicende si complicarono a causa di una profonda crisi dirigenziale e la retrocessione in serie B fu immediata.
Il club tornò comunque a disputare l'A2 e nel 1990-91 e nel successivo 1991-92, con lo sponsor Sweet Sweet Way, marchio impegnato nel settore dolciario. Nel secondo biennio, con il celebre Zinzan Brooke, capitano degli All Blacks, Stephen Bachop, internazionale per Samoa e Nuova Zelanda, e l'allenatore Manuel Ferrari, la formazione arrivò a gareggiare i play-off per il salto di categoria. Proprio il tecnico argentino fu il primo in Italia a proporre la "bajadita", una particolare tecnica di spinta in mischia chiusa resa celebre dai Pumas. Agli spareggi play-off la Lazio affrontò la Rugby Roma militante in A1, uscendo sconfitta nel doppio confronto con i punteggi di 22-28 e 3-28.
Nell'estate 1992 la Società venne depennata per motivi economici dalla serie A2 1992-93, continuando a svolgere soltanto attività a livello giovanile; il CUS Roma Rugby assorbì molti tesserati dalle varie categorie giovanili.
Nel mese di settembre, su iniziativa di alcuni ex giocatori, tra i quali Bernabò e Mazzucchelli, nacque la scissionista Rugby Lazio, che venne inscritta al campionato di serie C2. Nella stagione 1993-94 anche la S.S. Lazio Rugby riprese l'attività seniores dalla C2, conquistando l'immediata promozione in serie B vincendo tutte le partite compresi i due derby contro la neonata squadra laziale.

### Il sodalizio con l'U.S. Primavera

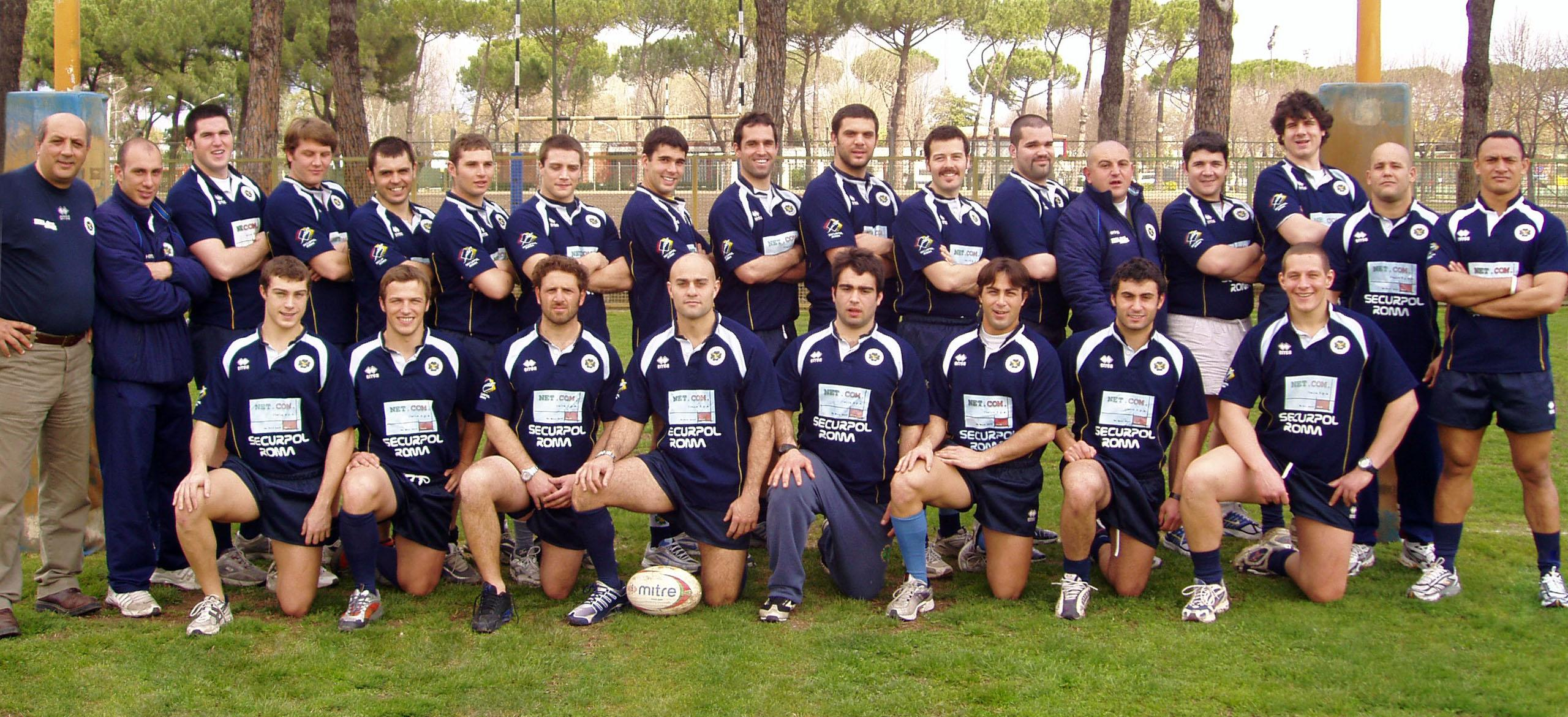
La prima squadra dell'ASD Lazio & Primavera Rugby, stagione sportiva 2005-06

Nel luglio 2000 il presidente dell'Unione Sportiva Primavera Rugby, Gianni Leonardi, si accordò con il vicepresidente della S.S. Lazio Rugby, Pier Luigi Bernabò, per la realizzazione di un progetto ambizioso che iniziò dall'unificazione delle categorie seniores e giovanili Under-17 ed Under-19 della S.S. Lazio e della Primavera; la squadra assunse così la denominazione A.S.D. Lazio & Primavera Rugby, conservando il codice d'iscrizione FIR della S.S. Lazio. Il presidente della neonata Società fu Renzo Nostini.
Al termine della stagione 2000-01 la prima squadra della Lazio & Primavera, guidata in panchina dall'ex azzurro Stefano Barba, ottenne la promozione in serie A vincendo tutte le partite di serie B; le formazioni giovanili si distinsero nei rispettivi campionati con risultati ragguardevoli, raggiungendo quasi tutti gli anni le fasi finali nazionali e la finale nazionale Under-19 nel 2002-03; in quella stagione sportiva furono 23 gli atleti selezionati nelle varie nazionali giovanili di categoria.
Dal febbraio 2003 il club si pregiò della presenza del nazionale Andrea Lo Cicero, in arrivo da Tolosa, che nel biennio di permanenza ricoprì il doppio ruolo di giocatore e allenatore, totalizzando 17 presenze e 20 punti realizzati.

### Il ritorno alla Polisportiva
Finita la stagione sportiva 2005-06 terminò la collaborazione con l'U.S. Primavera; Renzo Nostini rimase presidente del club fino alla sua scomparsa; nel luglio 2006 gli succedette l'avvocato Alfredo Biagini, ex giocatore del club e noto professionista, rilanciando il progetto iniziale che risultava oramai parzialmente esaurito. In occasione del campionato di serie A 2006-07 recuperò il nome originale e, in accordo con la FIR, per ricordare la propria appartenenza alla Polisportiva S.S. Lazio quale sezione rugby della stessa, assunse il nome di Polisportiva S.S. Lazio Rugby 1927 AD.
A luglio 2008 fu riassorbita la Rugby Lazio ASD che di fatto cessò di esistere, la nuova Società continuò mantenendo il titolo sportivo della Polisportiva S.S. Lazio.

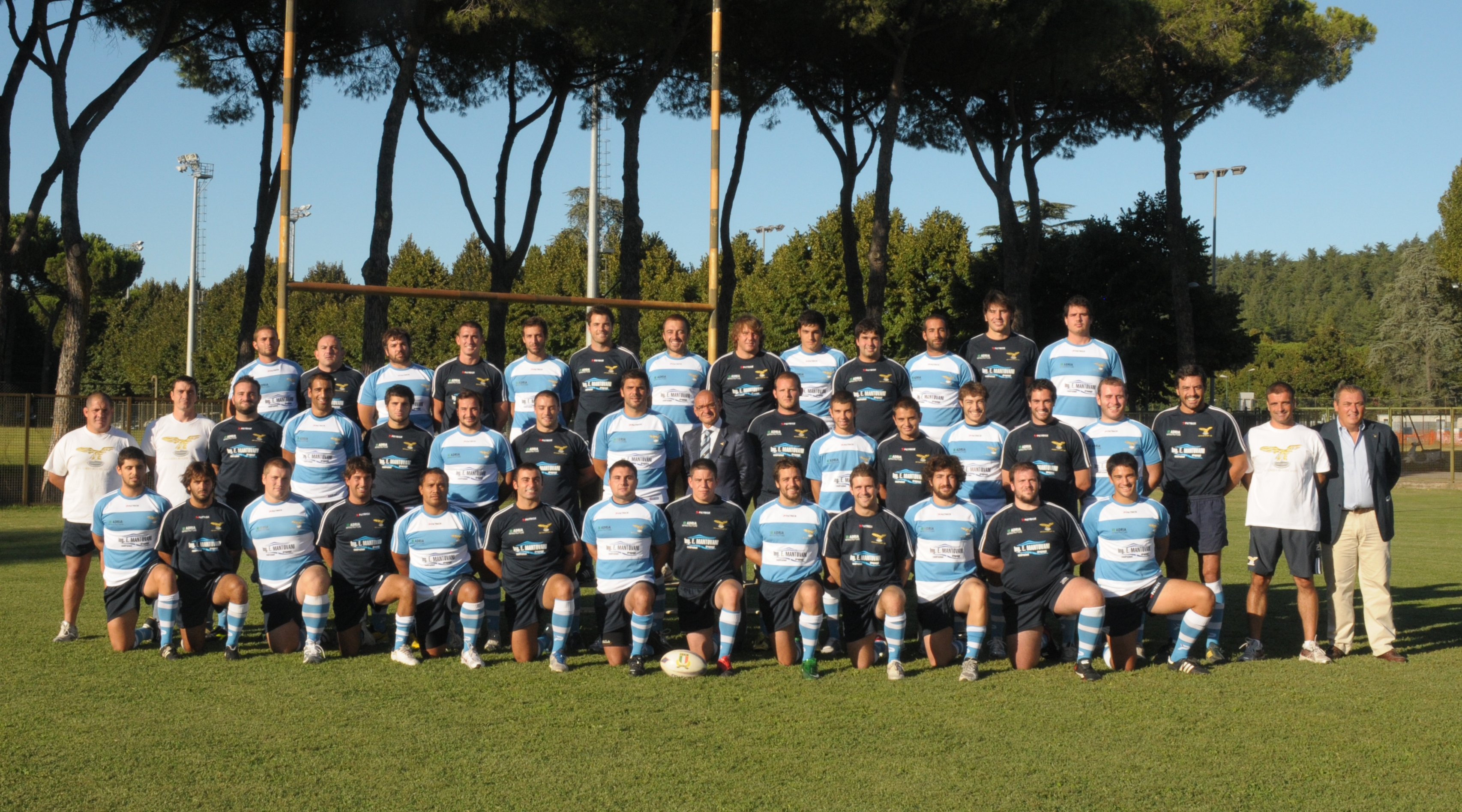
Giocatori e staff della stagione sportiva 2010-11

Dopo le sconfitte nelle semifinali play-off promozione di serie A 2007-08 e 2008-09, nella stagione di serie A1 2009-10 sotto la denominazione di Mantovani Lazio, per ragioni di sponsorizzazione, centrò la promozione in Eccellenza, la prima divisione, superando Mogliano nelle semifinali play-off promozione; nella finale contro Noceto si laureò anche campione d’Italia di serie A grazie al netto risultato di 43-6. 
Negli anni 2010 il club partecipò stabilmente al campionato d'Eccellenza, senza mai riuscire a raggiungere le semifinali play-off; il 6º posto in classifica generale al termine della stagione 2011-12, sotto la guida tecnica di Víctor Jiménez e Alfredo De Angelis, fu il risultato migliore nel nuovo millennio.
Il 6 aprile 2012, al Chersoni di Prato, la Lazio disputò la finale del Trofeo Eccellenza, la seconda competizione nazionale per importanza in sostituzione della Coppa Italia, contro il Calvisano, abdicando di misura col punteggio di 20-23; l'estremo sudafricano Kobus de Kock fu miglior realizzatore del torneo con 39 punti all'attivo. L'anno successivo, in data 17 marzo 2013, allo stadio Zaffanella, i biancocelesti di Jiménez giocarono nuovamente la finale del Trofeo Eccellenza contro il Viadana padrone di casa, perdendo nuovamente di misura per 21 a 25.

## Cronistoria
| Cronistoria della Polisportiva S.S. Lazio Rugby 1927 |
| --- |
| - 1927 · Istituzione della sezione rugbistica della Polisportiva S.S. Lazio - 1928 · 13 maggio: esordio contro il XV Leonessa di Brescia - 1928-29 · 1º girone B Divisione Nazionale sconfitta finale scudetto - 1929-31 · Inattività - 1931-32 · 3º girone D Divisione Nazionale - 1932 · Scioglimento - 1951 · Rifondazione - 1951-52 · 1º girone C serie C vittoria finali promozione promozione in serie B - 1952-53 · 6º girone B serie B - 1953-54 · 1º girone C serie B 1º girone finale sconfitta spareggio promozione - 1954-55 · 1º girone A serie B sconfitta semifinali promozione - 1955-56 · 1º girone D serie B sconfitta quarti di finale promozione ripescaggio in serie A - 1956-57 · 1º girone D serie A 4º girone B di semifinale - 1957-58 · 6º girone D serie A - 1958-59 · 5º girone C serie A - 1959-60 · 6º girone C serie A - 1960-61 · 6º girone C Eccellenza retrocessione in serie B - 1961-62 · 1º girone C serie B 2º girone finale promozione in Eccellenza - 1962-63 · 12ª Eccellenza retrocessione in serie B - 1963-64 · 2º girone C serie B 3º girone finale - 1964-65 · 4º girone C serie B - 1965-66 · 1º girone C serie B 1º girone finale promozione in serie A - 1966-67 · 11ª serie A retrocessione in serie B - 1967-68 · 1º girone C serie B 3º girone finale - 1968-69 · 2ª in serie B promozione in serie A - 1969-70 · 11ª serie A retrocessione in serie B - 1970-71 · 7ª in serie B - 1971-72 · 5º girone B serie B - 1972-73 · 8º girone B serie B - 1973-74 · 4º girone B serie B - 1974-75 · 4º girone C serie B - 1975-76 · 5º girone B serie B - 1976-77 · 1º girone B serie B promozione in serie A - 1977-78 · 6ª serie A - 1978-79 · 12ª serie A retrocessione in serie B - 1979-80 · 3º girone C serie B - 1980-81 · 3º girone C serie B - 1981-82 · 1º girone G serie B 3º girone B Eccellenza 4º girone C salvezza retrocessione in serie C1 - 1982-83 · 1º girone G serie C1 promozione in serie B - 1983-84 · 1º girone D serie B 1º girone B promozione 2ª spareggio promozione promozione in serie A - 1984-85 · 8º girone A serie A 6º girone salvezza retrocessione in serie B - 1985-86 · 5º girone D serie B 3º girone B salvezza - 1986-87 · 6º girone D serie B 2º girone B salvezza - 1987-88 · 2º girone B serie B - 1988-89 · 2º girone B serie B - 1989-90 · 1º girone B serie B promozione in serie A2 - 1990-91 · 9ª serie A2 - 1991-92 · 6ª serie A2 sconfitta play-off promozione - 1992 · Mancata affiliazione federale; nascita della scissionista Rugby Lazio - 1992-93 · Inattività - 1993-94 · 1º girone Lazio serie C2 promozione in serie C1 - 1994-95 · 1º girone E serie C1 promozione in serie B - 1995-96 · 4º girone C serie B - 1996-97 · 8º girone C serie B - 1997-98 · 7º girone C serie B - 1998-99 · 6º girone C serie B - 1999-2000 · 5º girone C serie B - 2000 · Fusione con l'U.S. Primavera nella S.S. Lazio & Primavera Rugby con titolo sportivo della S.S. Lazio - 2000-01 · 1º girone C serie B promozione in serie A2 - 2001-02 · 11ª serie A - 2002-03 · 11ª serie A - 2003-04 · 6º girone B serie A - 2004-05 · 10º girone B serie A - 2005-06 · 8º girone B serie A - 2006 · separazione dall'U.S. Primavera e assunzione della denominazione Polisportiva S.S. Lazio Rugby 1927 con mantenimento del titolo sportivo - 2006-07 · 9º girone A serie A - 2007-08 · 1º girone B serie A2 sconfitta semifinali promozione riassegnazione alla nuova serie A1 - 2008 · 23 luglio: riunificazione societaria di Rugby Lazio e Polisportiva S.S. Lazio Rugby 1927 con titolo sportivo di quest'ultima - 2008-09 · 2º girone B serie A1 sconfitta semifinali promozione - 2009-10 · 3º girone A serie A2 Campione d’Italia di serie A promozione in Eccellenza - 2010-11 · 8ª Eccellenza - 2011-12 · 6ª Eccellenza - 2012-13 · 7ª Eccellenza - 2013-14 · 8ª Eccellenza - 2014-15 · 8ª Eccellenza - 2015-16 · 8ª Eccellenza - 2016-17 · 9ª Eccellenza - 2017-18 · 9ª Eccellenza - 2018-19 · 10ª TOP12 vittoria spareggio salvezza - 2019-20 · Campionato TOP12 sospeso - 2020-21 · 10ª TOP10 - 2021-22 · 10ª TOP10 retrocessione in serie A - 2022-23 · 1ª girone D serie A sconfitta finale promozione - 2023-24 · 1ª girone D serie A promozione in Serie A Élite - 2024-25 · 8ª Serie A Élite retrocessione in serie A |

## Settore giovanile
Attualmente, al di fuori della formazione juniores che fa capo alla Società della squadra seniores per regolamento federale, la Polisportiva Lazio Rugby Junior ASD è la Società responsabile del settore giovanile della S.S. Lazio dalla categoria Under-6 a quella Under-16 comprese.
Più recentemente, la Nuova Tor Tre Teste Pol. Lazio Junior ASD è la Società di mini rugby ausiliaria con sede in zona Tor Tre Teste; ad essa fanno riferimento categorie dall'Under-6 all'Under-14 comprese.
La squadra juniores è giunta diverse volte in finale del massimo campionato nazionale giovanile: nel 1978-79 perdendo 0-17 contro L’Aquila, nel 2002-03 (campionato Under-19, come Lazio & Primavera) sconfitta per 14-15 dalla Capitolina, nel 2008-09 abdicando contro il Petrarca per 7-10, nel 2010-11 superata per 2-1 dai Crociati ai calci piazzati dopo il pareggio durante i tempi regolamentari.
Nel 1968-69 la Lazio si è aggiudicata la Coppa Primavera, competizione di categoria inferiore rispetto al campionato juniores, arrivando in finale per altre tre volte nel 1971-72, nel 1984-85 e nel 2000-01.
La squadra Under-15/16 è stata due volte finalista di campionato nel 2008-09 e nel 2009-10; nel 2010 e 2011 le rispettive formazioni Under-6/7 e Under-8/9 si sono aggiudicate il celebre trofeo “Città di Treviso”, fino al 2016 noto come Trofeo Topolino.

## Palmarès
- Campionati italiani di serie A: 1
2009-10

## Stagioni
Le stagioni sportive del club si riferiscono ai soli campionati maggiori professionistici di Lega.

## Giocatori di rilievo

### Gli Azzurri
Di seguito elencati i giocatori laziali convocati nella nazionale italiana:
- Tommaso Altissimi
- Bruno Ancillotti
- Aldo Balducci
- Gerardo Cinti
- Guglielmo Colussi
- Piero Gabrielli
- Andrea Lo Cicero
- Gilberto Luchini
- Ivo Mazzucchelli
- Aldo Mioni
- Armando Nisti
- Franco Paganelli
- Carlo Raffo
- Eugenio Vinci
- Francesco Vinci
- Paolo Vinci
- Piero Vinci

### Gli altri giocatori internazionali
Di seguito elencati i giocatori di maggiore rilievo internazionale che hanno vestito la maglia dello storico club romano:
- Zinzan Brooke
- John Cootes
- Stephen Bachop
- Andrei Bals
- Stefano Barba
- Pier Luigi Bernabò
- Valerio Bernabò
- Giuseppe Bigi
- Giulio Bisegni
- Rodrigo Bruno
- Gonzalo Camardón
- Pietro Ceccarelli
- Nick Civetta
- Nicolás Coronel
- Manuel Díaz
- Oliviero Fabiani
- Tommaso Fattori
- Alessandro Fusco
- Dick Greenwood
- Lasha Lomidze
- Carl Manu
- Ernesto Nathan
- Ludovico Nitoglia
- Sami Panico
- Gary Pearse
- Carlo Pratichetti
- Giulio Rubini
- Francisco Rubio
- Michele Sepe
- Giulio Toniolatti